# Karl Scheibe (Lehrer)
Karl Scheibe (auch: Heinrich Karl Scheibe und Karl Scheibe-Moringen; * 18. Mai 1867 in Hannover; † 1949) war ein deutscher Lehrer und Konrektor sowie Verfasser lokalhistorischer Schriften.

## Leben
Karl Scheibe wurde in Hannover geboren und wuchs in die Gründerzeit des Deutschen Kaiserreichs hinein. Nach seinem Schulbesuch entschied er sich in seiner Berufswahl für den Lehrerberuf. Er war „Spezialhistoriker“ und wurde Konrektor in einer Schule in Linden vor Hannover. Eine weitere Wirkungsstätte war der Ort Moringen.
Scheibes während des Ersten Weltkrieges mit Illustrationen über W. Giesel & Co. in Hannover herausgegebene Schrift Deutscher Kriegshumor … wurde später Teil der Weltkriegssammlung der Deutschen Bücherei in Leipzig.
Zur Zeit seiner Anstellung als Konrektor während der Zeit der Weimarer Republik (1930) wohnte er in der Haasemannstraße 6.

## Schriften (Auswahl)
- Karl Scheibe-Moringen: Grubenhagen. Beschreibung und Geschichte der Burg (= Geschichte Südhannoverscher Burgen und Klöster, Bd. 9), Leipzig: Franke, [1898]
- Karl Scheibe-Moringen: Fredelsloh. Geschichte des Dorfes und Klosters (= Geschichte Südhannoverscher Burgen und Klöster, Bd. 10), Leipzig: Franke, [1900]
- Karl Scheibe-Moringen: Catlenburg, Geschichte der Burg und Dorfschaft (= Geschichte Südhannoverscher Burgen und Klöster, Bd. 11), Leipzig: Franke, [1904]
- Die Marktkirche zu Hannover – Ihre Beschreibung und Geschichte. Hannover: Sponholtz, 1909
- Hausinschriften aus der Altstadt Hannover. In: Niedersachsen, Bd. 12, 1906/7, S. 4–7
- Im Sonnenstrahl durchs Wesertal. Dichterblüten von der Weserflur / zu einem Strauss gebunden und herausgegeben von Karl Scheibe, 236 zum Teil illustrierte Seiten sowie ein Beilage, in Frakturschrift, Leipzig-Go.: Hillmann, 1913; Inhaltsverzeichnis
- Der Mann ohne Kopf im Solling, Hannover-Linden: Hannoverland, Heft 9, 1915, S. 14
- Karl Scheibe (Hrsg.): Deutscher Kriegshumor aus der Zeit des Weltkrieges 1914 - 15, gesammelt von Karl Scheibe, 120 Seiten mit Abbildungen, Hannover: W. Giesel & Co., 1915; Inhaltsverzeichnis
- Karl Scheibe (Hrsg.): Kriegsrätsel aus der Zeit des Völkerringens. 1914 - 16. Zur Unterhaltung und Belehrung für jung und alt, 104 Seiten, Hannover: Hartmann & Co., 1916
- Karl Scheibe-Moringen: Fredelsloh. Geschichte des Dorfes und Klosters (= Geschichte südhannoverscher Burgen und Klöster, Bd. 10), in Frakturschrift, Ergänztes Reprint der Erstauflage Leipzig, Franke, 1899, Norderstedt: Books on Demand GmbH, 2005, ISBN 978-3-8334-4181-3 und ISBN 3-8334-4181-X
- Grebensteiner Kleinschriften. Zeitungsausschnitte, Druckvorlagen, Skizzen, Hannover: Selbstverlag Karl Scheibe, circa 1943:
  - Heft 1: Burg Grebenstein. Ihre Entstehung und Einrichtung und ihr Verfall
  - Heft 2: Stadt Grebenstein. Wie sie sich bildete und entwickelte
  - Heft 4: Vom Zunftwesen in Grebenstein
  - Heft 5: Sagen, Sitten und Gebräuche aus dem alten Grebenstein
  - Heft 6: Grebensteiner Klagen aus bitterbösen Tagen

## Archivalien
Archivalien von und über Karl Scheibe finden sich beispielsweise
- in der Zeitungsausschnittsammlung des Niedersächsischen Landesverwaltungsamtes, heute im Niedersächsischen Landesarchiv (Standort Hannover) unter der Archiv-Nummer NLA HA ZGS 2/1 Nr. 229[4]